# Lyon
Lyon je glavni grad francuske regije Auvergne-Rhône-Alpes, a nakon Pariza i Marseillea treći je po veličini grad u Francuskoj. S okolnim mjestima ima preko 1,748.000 stanovnika (2006.) i čini drugu po veličini urbanu regiju u Francuskoj, nakon Pariza.

## Zemljopisni položaj
Lyon se smjestio na mjestu gdje se spajaju Rhône i Saône, u strateškoj točki susreta sredozemne i zapadne Europe. Grad se nalazi u dolini Rhône. Prostor grada je brdovit. Jezgra se nalazi na poluotoku (Presqu'île) između Rhône i Saône.
U relativnoj blizini grada su smješteni gradovi Saint-Étienne, Roanne, Annonay, Bourg-en-Bresse i Mâcon. Na nešto više od 100 km udaljenosti od grada, u Alpama, nalaze se gradovi Grenoble i Chambéry.
Na prostoru grada se miješaju utjecaji umjerene (koja prevladava) i sredozemne klime (koja prodire dolinom Rhône). Ljeta su topla, ali nisu prevruća. Količina padalina nije velika.

## Urbana konfiguracija
Grad je podijeljen na tri dijela: ville (grad), rimskoga podrijetla, diže se na desnoj obali Saône; nouvelle ville (novi grad) sa suvremenijim četvrtima na lijevoj obali Rhône; ville centrale (središnji grad) na poluotoku kojeg tvore dvije rijeke. 

## Ime
Ime Lyon dolazi od latinskog imena grada Lugdunum koje je prema zakonitostima francuskog jezika prešlo u Lyon. Ime Lugdunim je keltskog porijekla. Dolazi od imena keltskog boga Lugusa i riječi dunum što znači tvrđava. Ime Lugus dolazi od riječi leuk što znači svjetlo, te Lugdunum znači "tvrđava svjetla".

## Povijest
Lyon je 43. pr. Kr. osnovao Cezarov vojskovođa Lucije Munacije Plank kao starorimsku koloniju Lugdunum. Grad je stvoren na mjestu postojećeg keltskog naselja. Grad je bio na strateški važnom položaju odakle polaze najvažnije rimske ceste u Galiji. Ubrzo je postao najveći grad u Galiji i upravno središte provincije. U gradu su rođeni rimski carevi Klaudije i Karakala. U kršćanskom razdoblju je lionska nadbiskupija bila najvažnija u Galiji te lionski nadbiskup i danas nosi titulu "primas Galije". Lugdunum je prvi grad u Rimskoj Galiji u kojem je izgrađena crkva, ali je i mjesto progona kršćana 177., što je prvi spomen kršćanstva na francuskom tlu.
Nakon što su 437. godine Huni razorili grad Worms, izbjeglice su se naselile u Lugdunumu. 461. je stvoreno Burgundijsko kraljevstvo i Lugdunum je postao glavni grad. Nakon Verdunskog sporazuma 843. je pripao Lotarovom Kraljevstvu, a kasnije je postao dio Kraljevstva Arles. U 14. st. je postao dio Francuskog Kraljevstva. Lyon je bio drugi najznačajniji grad Francuske, nakon Pariza.
U 15. st. se Lyon razvija kao važan trgovački centar s posebno značajnim sajmovima. Posebno je značajan centar trgovine talijanskih trgovaca s Francuskom1500-ih. Grad postaje i najvažniji francuski bankarski centar. 1479. se osniva burza. Proizodnja svile koja je u Lyon dovedena iz Italije doprinijela je njegovom dugotrajnom blagostanju. 
1572. dolazi do progona protestanata nakon Bartolomejske noći.
Tokom Francuske revolucije je Lyon podržavao žirondince. 1793. ga je Revolucionarna armija opsjedala dva mjeseca i mnoge zgrade su razorene. Nakon što je Napoleon došao na vlast, naredio je obnovu grada.
U 19. st. je Lyon postao značajan industrijski centar, posebno tekstilne industrije koja se temelji na jakoj tradiciji prerade svile koja je u gradu postojala još od srednjeg vijeka. 1862. je sagrađena prva funkcionalna uspinjača u svijetu između Lyona i La Croix-Roussea. 
Lyon je bio centar francuskog pokreta otpora njemačkoj okupaciji za vrijeme II. svjetskog rata otpora o čemu danas svjedoči i poseban muzej.

## Kultura i znamenitosti
Grad ima očuvanu staru jezgru koja je upisana na UNESCO-ov popis mjesta svjetske baštine u Europi. O rimskom podrijetlu grada svjedoči prekrasan amfiteatar, rimsko kazalište i brojni spomenici u Galo-rimskom muzeju. 
Značajna je bazilika Notre-Dame de Fourvière (19. st.) i romaničko-gotička Katedrala sv. Ivana (Cathédrale Saint-Jean). Crkva St-Martin-d'Ainay je jedna od rijetkih preostalih romaničkih crkvi u gradu. 
Zanimljiv je i moderni kolodvor Gare de Lyon Saint-Exupéry u međunarodnoj zračnoj luci kojeg je dizajnirao arhitekt Santiago Calatrava i opera (Opéra National de Lyon) koju je obnovio Jean Nouvel. Važan je trg Place Bellecour iz 18. st.
U Lyonu ima više parkova od kojih je najznačajniji Botanički park (Jardin botanique de Lyon) koji se rasprostire na 8 hektara, a dio je većeg Parka zlatne glave (Parc de la Tête d'Or) koji je najveći javni park u Francuskoj (117 hektara), a u njemu se nalaze i zoološki vrt, mini-golf, velodrom, konjički klub i minijaturna željeznica.
Glavni trgovački i zabavni dio grada leži na poluotoku između dviju rijeka. 
Gradska četvrt Croix-Rousse nalazi se sjeverno od poluotoka. Tu su visoke zgrada iz 1800-ih godina kada je Lyon bio globalni centar proizvodnje svile. U tim zgradama s visokim stropovim držali su se ogromni Jacquardovi tkalački stanovi.
Najnovije područje Lyona je istočna obala rijeke Rhône. Sastoji se od tvornica, velikih sveučilišnih kompleksa i brojnih atraktivnih rezidencija.
U Lyonu se još uvijek koristi frankoprovansalski jezik. Lyon se smatra francuskim gastronomskim središtem. Grad ima veliku tradiciju kinematografije koju su pokrenuli izumitelji filma braća Lumière koji su djelovali u Lyonu.
- Luj XIV. na Bellecouru
- Fontana na trgu Place des Terreaux (Frédéric Auguste Bartholdi)
- Pogled s brda Fourvière
- Poslovna četvrt Part-Dieu

## Prosvjeta i znanost
Lyon je vodeće središte medicinskih i znanstvenih istraživanja. 

## Promet
Lyon se nalazi na značajnom geografskom položaju, te je važno prometno križište koje spaja sjevernu Francusku s Mediteranom. Značajan je smjer dolinom Rhône koji je najvažniji prometni pravac između Sredozemlja i ostatka Francuske. Značajan je i riječni promet rijekama Rhônom i Saônom koji također veže srednju Francusku sa Sredozemljem. Važna je zračna luka Saint-Exupéry.
Brzi vlak TGV povezuje Lyon s Parizom i Marseillom.

## Gospodarstvo
Lyon je već četiri stoljeća glasovit po svojoj tekstilnoj industriji, a u novije doba pretvorio se u važno trgovačko središte. Važne su također kemijska i automobilska industrija koje su smještene u okolnim predgrađima. 
Ovo područje je također poznato po svojim vinima i sirevima. 

## Šport
Lyonski nogometni klub Olympique Lyonnais, poznat i kao "Lyon" ili samo "OL", igra u francuskoj Ligue 1. U zadnje vrijeme je najuspješniji francuski nogometni klub osvojivši sedam uzastopnih francuskih prvenstava i konstantnim angažmanom u europskoj ligi prvaka. Trenutno domaće utakmice igra na stadionu Stade de Gerland, ali se uskoro (2010.) treba preseliti na novi stadion Décines-Charpieu koji će primati 61,556 posjetitelja.
U Lyonu djeluju i ragbi klub Lyon OU, hokejski klub Lyon, a u upravnom području Villeurbanne djeluje prestižni košarkaški klub ASVEL koji domaće utakmice igra u dvorani Astroballe.

## Poznati Lyonjani i Lyonjanke
| - Rimski car Klaudije - Rimski car Karakala - Sveti Irenej Lionski - André-Marie Ampère, fizičar - Braća Lumière, kinematografi | - Antoine de Saint-Exupéry, književnik - Jean-Michel Jarre, glazbenik - Karim Benzema, nogometaš - Éric Abidal, nogometaš |

## Zanimljivosti
U Lyonu je sjedište Interpola, svjetskog policijskog udruženja.

## Obrazovanje
- École centrale de Lyon
- École de Management de Lyon
- Institut polytechnique des sciences avancées
- Institut Sup'Biotech de Paris

## Gradovi prijatelji
| - Beersheba, Izrael - Birmingham, Ujedinjeno Kraljevstvo - Dubai, Ujedinjeni Arapski Emirati - Curitiba, Brazil - Guangzhou, Kina - Milano, Italija - Bejrut, Libanon - Frankfurt, Njemačka | - Leipzig, Njemačka - Yokohama, Japan - Kutaisi, Gruzija - Jerevan, Armenija - Łódź, Poljska - Montréal, Kanada - Minsk, Bjelorusija - Göteborg, Švedska | - Pečuh, Mađarska - Jerihon, Palestinska samouprava - Craiova, Rumunjska - Varna, Bugarska - Muntinlupa, Filipini - Sankt Peterburg, Rusija - Joškar-Ola, Rusija |

## Vanjske poveznice
- Službena stranica grada
- Stranice Lyonske gradske vijećnice  Arhivirana inačica izvorne stranice od 9. prosinca 2004. (Wayback Machine)
- Službene turističke stranice grada